# Cratere Wheatley
Wheatley  è un cratere sulla superficie di Venere. Deve il proprio nome a Phillis Wheatley, scrittrice afroamericana originaria dell'odierno Senegal.